# UFC 191
UFC 191: Johnson vs. Dodson 2 foi um evento de artes marciais mistas promovido pelo Ultimate Fighting Championship, que ocorreu no dia 5 de setembro de 2015 no MGM Grand Garden Arena, em Las Vegas, Nevada.

## Background
Inicialmente, o evento poderia contar com a primeira defesa de título do Campeão Meio Pesado do UFC Daniel Cormier contra o desafiante Alexander Gustafsson. No entanto, a luta não foi marcada para esse evento devido a uma antiga lesão de Cormier, a luta será marcada para um futuro evento.
Durante a transmissão do UFC Fight Night: Mir vs. Duffee na Fox Sports 1, foi anunciado que a luta principal desse evento seria a revanche pelo Cinturão Peso Mosca do UFC entre o campeão Demetrious Johnson e o desafiante John Dodson. Na primeira luta em Janeiro de 2013 no UFC on Fox: Johnson vs. Dodson, Johnson venceu por decisão unânime.
Jan Blachowicz era esperado para enfrentar Anthony Johnson no evento, no entanto, o UFC mudou seus planos e colocou Jimi Manuwa para enfrentar Johnson. Blachowicz permaneceu no card para enfrentar Corey Anderson.
Liz Carmouche era esperada para enfrentar Raquel Pennington no evento, no entanto, uma lesão tirou Carmouche da luta e ela foi substituída por Jéssica Andrade.

## Card Oficial
Nota 1 Pelo Cinturão Peso Mosca do UFC.

## Bônus da Noite
- Luta da Noite:  John Lineker vs.  Francisco Rivera
- Performance da Noite:  Anthony Johnson e  Raquel Pennington

## Ligações Externas
1. ↑  Nota 1